# Château de Quers
Le château de Quers est un château situé à Quers, en France.

## Localisation
Le château est situé sur la commune de Quers, dans le département français de la Haute-Saône.

## Historique
L'édifice est inscrit au titre des monuments historiques en 1976.